# Chemistry Letters
Chemistry Letters (skrót oficjalny Chem. Lett.) – recenzowane czasopismo naukowe zawierające prace przeglądowe oraz krótkie artykuły dotyczące badań z każdej dziedziny chemii. Wydawane jest od 1972 roku przez Chemical Society of Japan. Jego impact factor wynosił w 2014 1,23.
Redaktorem naczelnym jest Tamejiro Hiyama.